# Leptacis longiciliata
Leptacis longiciliata är en stekelart som beskrevs av Peter Neerup Buhl 2003. Leptacis longiciliata ingår i släktet Leptacis och familjen gallmyggesteklar. Inga underarter finns listade i Catalogue of Life.